# Carlo Guzzi
Carlo Guzzi (Milano, 18 giugno 1889 – Mandello del Lario, 2 novembre 1964) è stato un progettista e imprenditore italiano, cofondatore della Moto Guzzi.

## Biografia
Nato da Palamede ed Elisa Cressini, Carlo era il terzo dei quattro figli avuti dalla coppia, con il fratello maggiore Giuseppe e le sorelle Maria (1885-1977) e Fanny (1896-1982). In famiglia era chiamato Taj, soprannome che lo accompagnò per tutta la vita.
Il padre era un ingegnere, valente professionista, docente presso l'Istituto Tecnico Superiore di Milano e imprenditore con il socio ing. Valentino Ravizza nel campo della costruzione di motori elettrici, dinamo e componentistica elettrica anche di grandi dimensioni per l'industria. La madre era originaria di Genova e apparteneva ad una famiglia nota del capoluogo ligure, trasferitasi a Milano negli anni Settanta del XIX secolo e, poi, a Torino. È figlia dell'avvocato Daniele Cressini, garibaldino e organizzatore logistico della Spedizione dei Mille, e sorella del pittore Carlo Cressini.
Diversamente dallo studioso e ascetico fratello maggiore, Carlo aveva un carattere sanguigno ed era scarsamente portato allo studio. Terminate le scuole elementari, fu iscritto alla Regia Scuola tecnica Barnaba Oriani di Milano, dove non riuscì a rimanere oltre il secondo anno.
Il padre, come si usava al tempo, decise allora di mandarlo in collegio, inviandolo al convitto della prestigiosa "Scuola tecnica nazionale Alessandro Rossi" di Vicenza, città nella quale si era trasferita la sorella Maria dopo essersi sposata. Nonostante la severissima disciplina dell'istituto, dotato dei più moderni laboratori meccanici, il rendimento scolastico non migliorò e Taj fu promosso a stento nel 1905 e rimandato a ottobre nel 1906. La carriera scolastica era comunque destinata ad interrompersi, perché quello stesso ottobre il padre morì improvvisamente, lasciando la famiglia senza la principale fonte di reddito. La madre, pochi mesi dopo, decise di vendere il centrale appartamento di corso Buenos Aires, dove vivevano, e di trasferirsi con i figli nella casa di villeggiatura sul lago di Como, a Mandello Tonzanico.
Per aiutare la famiglia, Carlo trovò impiego come apprendista presso piccole aziende metalmeccaniche, dividendo i periodi di libertà tra la frequentazione della fidanzata mandellese Francesca Gatti e dell'officina meccanica di Giorgio Ripamonti, dove si appassionò alla motoristica, apprendendone i primi rudimenti e appassionandosi alle motociclette. Nel 1909 lavorò con il fratello ingegnere Giuseppe Guzzi a Mandello Tonzonico nella «Fratelli Guzzi Motori» che costruiva motori a scoppio per barche, canotti e scafi. La loro produzione documentata riguardò anche motori per autoveicoli e timoni-motore per le barche da trasporto del lago di Como. Come fornitori di grande imprese con la «Guzzi & Ravizza» Carlo ebbe una collaborazione interna nel reparto prove motori della Isotta Fraschini gli consentì di affinare le conoscenze e, nondimeno, di sposarsi con la fidanzata, dalla quale ebbe l'unico figlio Ulisse.
Allo scoppio della prima guerra mondiale, Carlo Guzzi venne arruolato nella Regia Marina e assegnato alla Stazione idrovolanti del Forte di Sant'Andrea a Venezia come maresciallo motorista. Il quel frangente strinse amicizia con i piloti della 260ª Squadriglia Giovanni Ravelli e Giorgio Parodi, entrambi appassionati di motorismo, ai quali propose il progetto di costruire una motocicletta di nuova concezione, un tempo terminato il conflitto, ricevendone l'entusiastica adesione.
In effetti, il trio di sodali possedeva le competenze e i mezzi fondamentali per la riuscita dell'intrapresa. Carlo Guzzi aveva idee chiare e buona esperienza sui motori, oltre a disporre di un fratello ingegnere in grado di progettare e calcolare qualsiasi occorrenza tecnica. Giorgio Parodi, figlio del facoltoso armatore genovese Emanuele, poteva acquisire i finanziamenti necessari e Giovanni Ravelli, già celebre come pilota motociclista ora divenuto asso dell'aviazione, avrebbe messo a disposizione la sua esperienza di collaudatore e il suo prestigio sportivo.
Giovanni Ravelli scomparve in un fatale incidente aereo. Alla sua memoria si dovrà l'introduzione dell'Aquila ad ali spiegate, simbolo dell'Aviazione Navale e della Regia Marina, nel logo Moto Guzzi.
Ottenuto il denaro necessario alla costituzione della “Società Anonima Moto Guzzi”, la fondazione avvenne il 15 marzo 1921, con capitale messo a disposizione da Emanuele Vittorio Parodi, padre di Giorgio, presso lo studio del notaio Cassanello, in Genova; i Parodi decisero quindi di costituire la sede produttiva a Mandello del Lario, in provincia di Lecco, al riparo dalle prime violente manifestazioni che in quel periodo agitavano le piazze delle citta industriali della Penisola.
Sia per progettare l'opificio aziendale che per calcolare e verificare la robustezza delle componenti meccaniche prodotte, Carlo Guzzi, fin dall'inizio, si servì dell'opera di Naco, soprannome familiare del fratello maggiore Giuseppe, ingegnere ed appassionato motociclista.
La prima moto sviluppata, la G.P. (iniziali di Guzzi-Parodi), rimase come prototipo per gli alti costi di produzione derivanti da un progetto che utilizzava alcune soluzioni aeronautiche, a titolo di esempio la doppia accensione. Venne costruita con l'aiuto di Giorgio Ripamonti. In una forma semplificata, denominata Normale, venne posta in vendita ed il primo anno ne vennero costruite ben 17. Fu la prima moto con il logo dell'Aquila sul serbatoio e con il nome Moto Guzzi (in segno di rispetto al progettista Carlo Guzzi, Giorgio Parodi non volle che il nome G.P. potesse venir confuso con le sue proprie iniziali).
La Moto Guzzi sotto la guida tecnica di Carlo Guzzi conobbe un'inarrestabile espansione fino agli anni cinquanta, quando arrivò ad avere quasi 1.600 dipendenti. Il nome Moto Guzzi rimane scritto nella storia della motocicletta soprattutto per i suoi innumerevoli risultati sportivi (ben 3.332 vittorie in competizioni ufficiali) ed ancor oggi sopravvive nello storico stabilimento di Mandello del Lario.
Carlo Guzzi rimase sempre un innovatore, sviluppò moto di ogni tipo, esplorò configurazioni motoristiche sconosciute, fu il primo a costruire una galleria del vento nel 1950 per lo studio aerodinamico delle motociclette. Incoraggiava costantemente i suoi tecnici ad intraprendere strade nuove ed a percorrerle fino in fondo.
Carlo Guzzi morì nel 1964 a Davos in Svizzera all'età di 75 anni. La sua morte avvenne il giorno precedente al suo 76º compleanno. È sepolto nel camposanto di Mandello del Lario, alle spalle del grande stabilimento della Moto Guzzi.